# 케이츠키
케이츠키(일본어: 契月, 1970년 7월 20일 ~ )는 일본의 모델, 배우이자 사업가로, 아이치현 출신다.